# 1976 en aéronautique
Chronologie de l'aéronautique
- 1972
- 1973
- 1974
- 1975
- 1976
- 1977
- 1978
- 1979
- 1980

Cet article présente les faits marquants de l'année 1976 en aéronautique.

## Événements
- 21 janvier : lancement du premier vol commercial régulier d'un supersonique avec les Concorde français et britanniques à destination de Bahreïn et Rio de Janeiro.

- Février : Prise en compte des premiers Fairchild A-10 Thunderbolt II de l'USAF par le 33rd Tactical Fighter Training Squadron sur la base aérienne de Davis-Monthan[1].

- 10 février : Premier vol du premier hélicoptère Westland Lynx destiné à la Royal Navy[1].

- 17 mars : Un Boeing 747 de Japan Airlines effectue le premier vol sans escale entre Tokyo et New York, soit 11 heures et demie pour le trajet de 10 139 kilomètres.

- 5 avril : décès d'Howard Hughes.

- 22 juin : lancement de la station orbitale soviétique Saliout 5.

- 3 juillet : lancement d'une opération israélienne visant à libérer des otages d'un avion détourné, à Entebbe (Ouganda).
- 6 juillet : lancement de la mission soviétique Soyouz 21 qui emporte les cosmonautes Boris Volynov et Vitali Zholobov pour une mission de 49 jours à bord de Saliout 5.
- 28 juillet : le capitaine américain Eldon W. Joersz et le commandant George T. Morgan Jr. établissent un nouveau record du monde de vitesse sur un Lockheed SR-71 Blackbird en atteignant la vitesse de 3 529,56 km/h[2].
- 30 juillet : premier vol de l'avion d'entraînement et lutte anti guérilla HAL HJT-16 Kiran Mk II.

- 12 août : premier vol de l'avion d'entraînement et d'attaque au sol italien Aermacchi MB-339.
- 13 août : premier vol de l'hélicoptère américain Bell 222.

- 10 octobre : premier vol de l'Embraer EMB-121 Xingu.
- 12 octobre : premier vol de l'avion expérimental américain Sikorsky X-Wing.

- 7 novembre : premier vol du jet d'affaires Dassault Falcon 50.

- 1er décembre : premier vol de l'avion de transport régional américain Ahrens AR404.
- 16 décembre : premier vol du Shuttle Carrier Aircraft, un Boeing 747 modifié pour transporter la navette spatiale américaine sur son dos.
- 22 décembre : premier vol de l'avion de ligne soviétique à large fuselage Iliouchine Il-86.